# Monreale
Monreale (Siciliaans Murriali) is een stad op het Italiaanse eiland Sicilië in de provincie Palermo. De afstand van Monreale tot de stad Palermo bedraagt acht kilometer. Monreale is gesitueerd op een berghelling en kijkt uit over de vallei van de rivier de Oreto en de Conca d'Oro.
De volgende frazioni maken deel uit van de gemeente: Grisì.

## Geschiedenis
Na de verovering van Palermo door de Arabieren in 831 werd de bisschop van Palermo gedwongen om zich buiten de hoofdstad te vestigen. Een kleine kerk in Aghia Kiriaki, het latere Monreale, werd aangewezen als de nieuwe kathedraal van het bisdom. Nadat de Normandiërs in 1072 Sicilië hadden veroverd werd de kathedraal van Palermo weer de hoofdkerk van het bisdom. Waarschijnlijk speelde de rol van Monreale als tijdelijke bisschopszetel mee met de beslissing van Willem II van Sicilië om hier de bekende kathedraal te bouwen.
Op het grondgebied van de gemeente staat de benedictijnenabdij San Martino delle Scale. Deze abdij bezat vroeger een territorium in en rond Monreale.

## Kathedraal
De stad is vooral bekend vanwege haar prachtige 12de-eeuwse domkerk. De kerk werd in 1172 gebouwd in opdracht van Willem II van Sicilië. In het gebouw zijn de Normandische en Arabische elementen duidelijk te herkennen. Mozaïeken uit de 12de-13de eeuw, onder andere het immense 7m x 13 meter metende Christus Pantocrator, bedekken het grootste deel van het interieur van de kerk. De totale oppervlakte van de mozaïeken bedraagt 6000 m2. Naast de kerk staat een benedictijnerklooster dat een mooie, met een kruisgang omgeven, kloostertuin heeft.

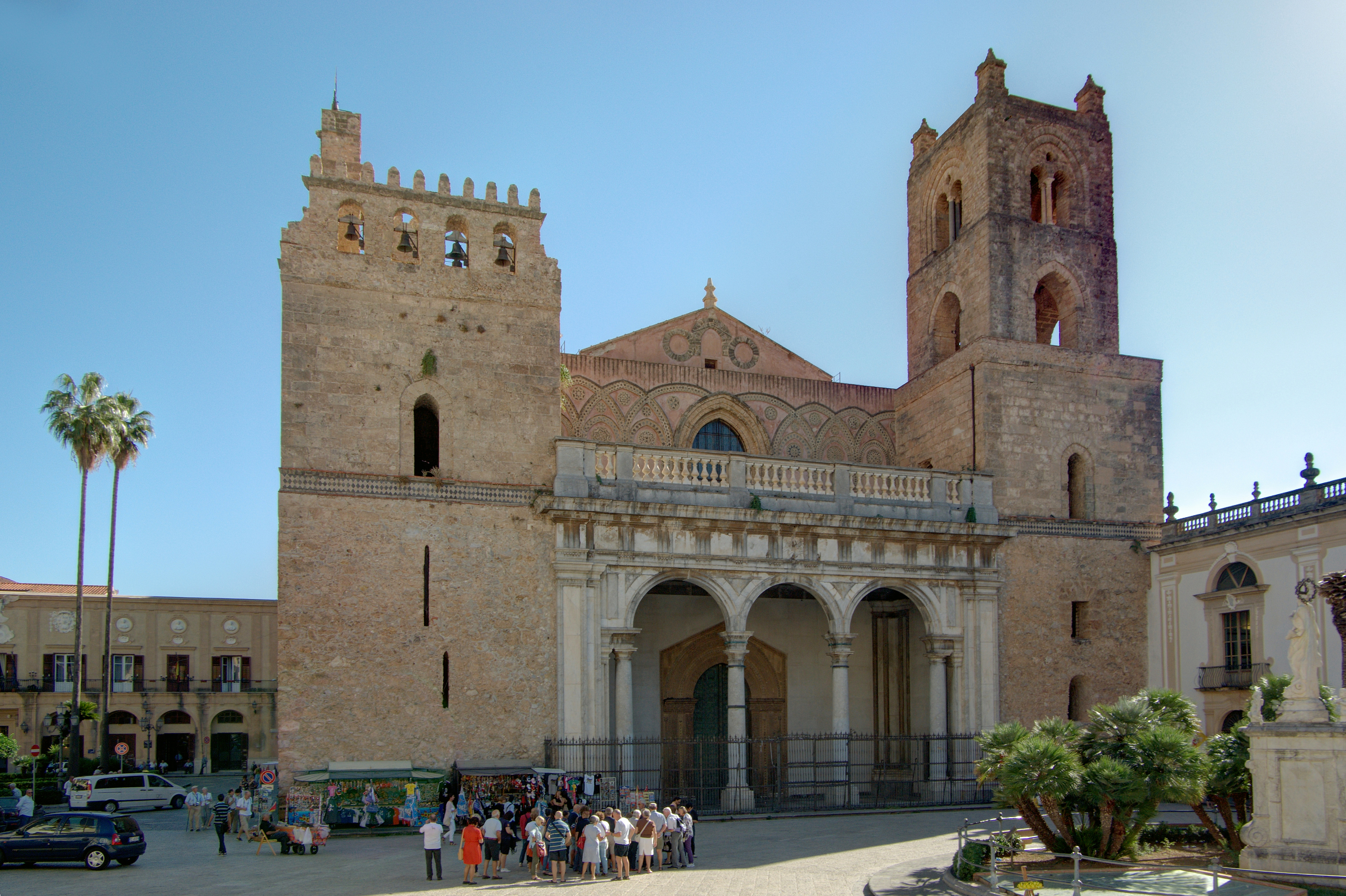
Dom van Monreale
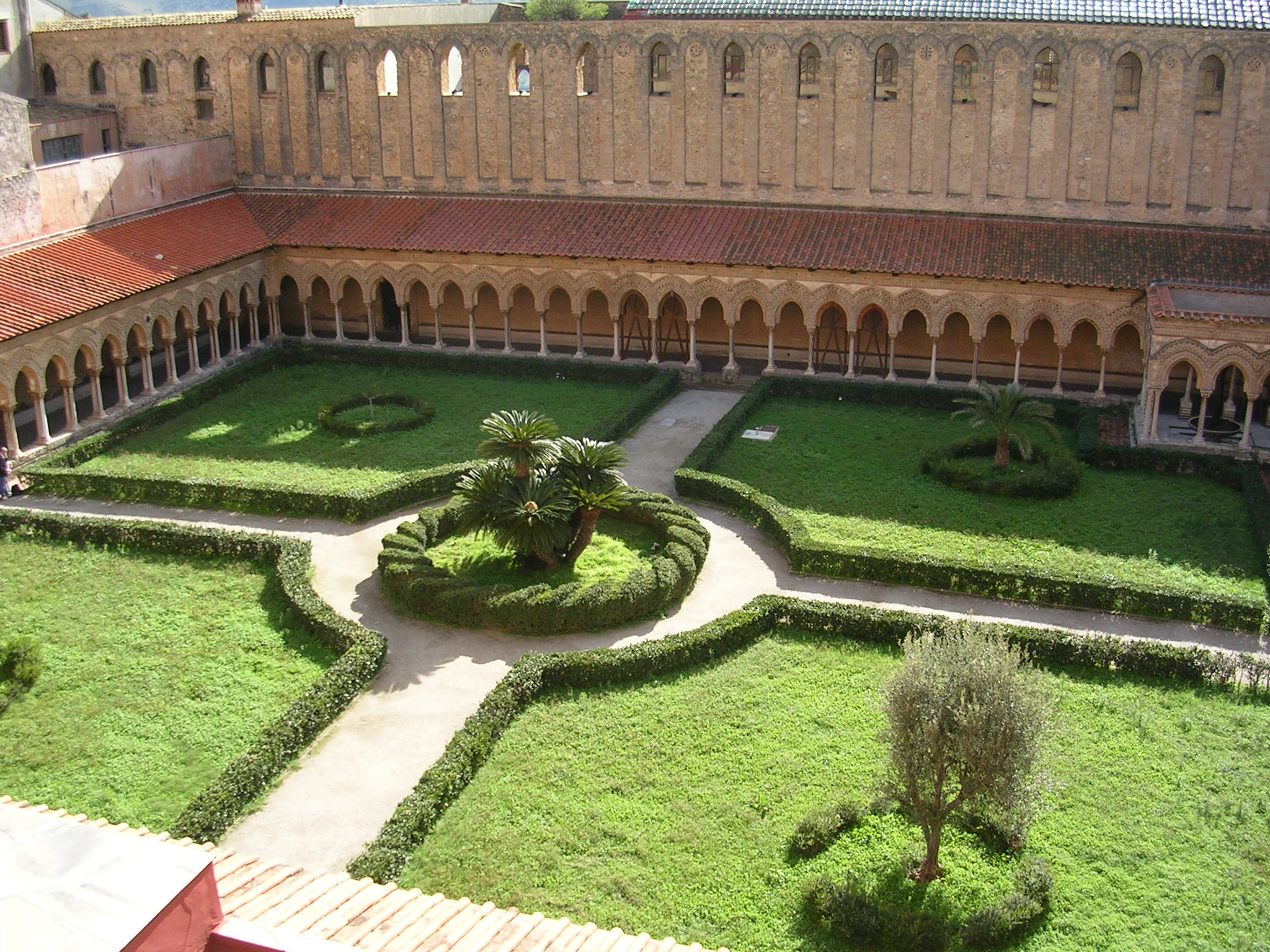
Kloostertuin

## Sport
Op 3 oktober 2020 startte de wielerkoers Ronde van Italië in Monreale. De openingstijdrit naar Palermo werd gewonnen door de Italiaan Filippo Ganna.

## Geboren
- Vincenzo Panormo (ca 1734-1813), vioolbouwer
- Giuseppe Fiorenza (1841-1924), aartsbisschop van Syracuse, schrijver
- Guido Messina (1931-2020), wielrenner